# Pierre Étienne Joseph-Lafosse
Pierre Étienne Joseph-Lafosse (né à Saint-Côme-du-Mont le 1er janvier 1828, où il est mort le 18 janvier 1897) est un éleveur de chevaux connu pour avoir fait naître la jument Élisa et son fils Conquérant, fondateur de la race du Trotteur français.

## Biographie
Pierre Étienne Joseph-Lafosse naît le 1er janvier 1828 à Saint-Côme-du-Mont. Sa mère s'appelle Victoire Allix-Courboy et son père, Pierre Joseph-Lafosse, est le maire de la commune.
Il étudie la médecine puis hérite du château du Bel Esnault en 1848. Il y établit une écurie de chevaux et y aménage un jardin.
Il épouse Aimable Belin, originaire de Liesville-sur-Douve, le 1er mai 1855 à Saint-Côme-du-Mont. Le couple a deux enfants : Pierre Spérator (né en 1856, mort en 1891) et Albertine (née en 1863).

## Écuries
Pierre Étienne Joseph-Lafosse est surtout resté célèbre pour son écurie de trotteurs et son mode d'élevage avant-gardiste. Il fait naître en 1853 la jument Élisa, ancêtre de deux grands chefs de race du Trotteur français. Mère de 18 poulains, Élisa donne naissance à Conquérant en 1858.
Pierre Étienne Joseph-Lafosse vend ses chevaux en 1869, mais garde Élisa, qui meurt de vieillesse le 20 novembre 1881.

## Hommage
Son nom a été donné à une course au trot sur l'hippodrome de Cherbourg. À Vincennes, le Prix Joseph-Lafosse est une course de groupe II pour 5 ans au trot monté qui a lieu chaque année au début du meeting d'hiver.